# .my
.my – domena internetowa przypisana od roku 1987 do Malezji i administrowana przez Malaysia Network Information Centre (MYNIC Berhad).

## Domeny drugiego poziomu
- com.my, dla organizacji handlowych lub działań.
- netto.my, dla organizacji lub działań związanych z siecią.
- org.my, dla organizacji lub działalności, które nie mieszczą się w innych kategoriach.
- gov.my, dla organizacji rządowych.
- edu.my, dla malezyjskich organizacji edukacyjnych.
- mil.my, dla malezyjskich organizacji wojskowych.
- name.my, dla osób fizycznych.